# لاس ماریاس، پورتوریکو
لاس ماریاس (به انگلیسی: Las Marías) یک منطقهٔ مسکونی در ایالات متحده آمریکا است که در پورتوریکو واقع شده‌است.
 لاس ماریاس  ۹٬۸۸۱ نفر جمعیت دارد.